# Спарта (Охајо)
Спарта (енгл. Sparta) град је у америчкој савезној држави Охајо.

## Демографија
По попису из 2010. године број становника је 161, што је 30 (-15,7%) становника мање него 2000. године.
| Група             | 2000.       | 2010.       |
| Белци             | 185 (96,9%) | 154 (95,7%) |
| Афроамериканци    | 3 (1,6%)    | 3 (1,9%)    |
| Азијати           | 0 (0,0%)    | 0 (0,0%)    |
| Хиспаноамериканци | 1 (0,5%)    | 1 (0,6%)    |
| Укупно            | 191         | 161         |